# Divize D 1968/1969
V soubojích 4. ročníku Moravskoslezské divize D 1968/69 (jedna ze skupin 3. fotbalové ligy) se utkalo 14 týmů každý s každým dvoukolovým systémem podzim–jaro. Tento ročník začal v srpnu 1968 a skončil v červnu 1969.
Invaze vojsk Varšavské smlouvy do Československa přerušila soutěž po druhém kole (hráno třetí srpnový víkend), navazující 3. kolo se odehrálo až v půli září 1968.
Vzhledem k reorganizaci soutěží od ročníku 1969/70, kdy se Divize D stala jednou ze skupin 4. nejvyšší soutěže, postoupilo prvních 9 mužstev do III. ligy – sk. B 1969/70, posledních 5 mužstev sestoupilo do Divize D 1969/70 (jako jedné ze skupin 4. nejvyšší soutěže).

## Nové týmy v sezoně 1968/69
- Ze II. ligy – sk. B 1967/68 sestoupilo do Divize D mužstvo TJ Baník OKD Ostrava „B“.
- Z Jihomoravského oblastního přeboru 1967/68 postoupilo vítězné mužstvo RH Znojmo.[1]
- Ze Severomoravského oblastního přeboru 1967/68 postoupilo vítězné mužstvo TJ Baník 1. máj Karviná.[2]

## Konečná tabulka
Zdroj: 
| Poř. | Tým                          | Z  | V  | R  | P  | VG | OG | B  |
| ---- | ---------------------------- | -- | -- | -- | -- | -- | -- | -- |
| 1.   | TJ Zbrojovka Vsetín          | 26 | 14 | 9  | 3  | 38 | 19 | 37 |
| 2.   | VTJ Dukla Olomouc            | 26 | 10 | 11 | 5  | 31 | 22 | 31 |
| 3.   | TJ Slezan Frýdek-Místek      | 26 | 12 | 7  | 7  | 32 | 25 | 31 |
| 4.   | TJ Železárny Prostějov       | 26 | 10 | 10 | 6  | 43 | 26 | 30 |
| 5.   | TJ KPS Brno                  | 26 | 9  | 11 | 6  | 41 | 35 | 29 |
| 6.   | ŽD Bohumín                   | 26 | 9  | 11 | 6  | 29 | 25 | 29 |
| 7.   | TJ Zbrojovka Brno „B“        | 26 | 9  | 10 | 7  | 38 | 35 | 28 |
| 8.   | TJ Uherské Hradiště          | 26 | 9  | 10 | 7  | 31 | 33 | 28 |
| 9.   | TJ Baník OKD Ostrava „B“ (S) | 26 | 10 | 7  | 9  | 35 | 27 | 27 |
| 10.  | TJ Baník 1. máj Karviná (N)  | 26 | 9  | 8  | 9  | 32 | 29 | 26 |
| 11.  | TJ Sigma MŽ Olomouc          | 26 | 5  | 10 | 11 | 25 | 33 | 20 |
| 12.  | RH Znojmo (N)                | 26 | 8  | 3  | 15 | 28 | 50 | 19 |
| 13.  | TJ ZKL Brno                  | 26 | 6  | 6  | 14 | 27 | 44 | 18 |
| 14.  | TJ OP Prostějov              | 26 | 3  | 5  | 18 | 18 | 45 | 11 |

Poznámky:
- Z = Odehrané zápasy; V = Vítězství; R = Remízy; P = Prohry; VG = Vstřelené góly; OG = Obdržené góly; B = Body; (S) = Mužstvo sestoupivší z vyšší soutěže; (N) = Mužstvo postoupivší z nižší soutěže (nováček)

|  | Postup do III. ligy – sk. B 1969/70 |
|  | Přechod do Divize D 1969/70         |